# Jacetania
Jacetania is een comarca van de Spaanse provincie Huesca. Ook enkele gemeenten van de provincie Zaragoza behoren tot de comarca Jacetania. De hoofdstad is Jaca, de oppervlakte 1857,90 km² en het heeft 18.664 inwoners (2010).

## Gemeenten
Aísa, Ansó, Aragüés del Puerto, Artieda, Bailo, Borau, Canal de Berdún, Canfranc, Castiello de Jaca, Fago, Jaca, Jasa, Mianos, Puente la Reina de Jaca, Salvatierra de Esca, Santa Cilia, Santa Cruz de la Serós, Sigüés, Valle de Hecho, Villanúa.